# Як-35
Як-35 — незавершенный проект сверхзвукового бомбардировщика-ракетоносца.
Проектировался в ОКБ-115 А. С. Яковлева в ответ на задание Министерства авиационной промышленности СССР по созданию сверхзвукового бомбардировщика-ракетоносца (привлечены были так же ОКБ-156 А. Н. Туполева — проект 135, ОКБ-51 П. О. Сухого — Т-4). Самолёт проектировался по схеме «бесхвостка» с треугольной формой крыла. Расположение двигателей — под крыльями.
Вместо широко применявшегося в самолётостроении алюминия предполагалось использовать в новом самолёте в качестве конструкционного материала в основном жаропрочную сталь. Проект так и не был воплощен «в металле». В 1961 году научно-техническим советом министерства авиационной промышленности СССР проект КБ Яковлева был отклонен в пользу Т-4 Сухого, который также не пошел в серию.

## Предполагаемые характеристики
Источник данных: 

Технические характеристики
- Экипаж: 2 человека
- Длина:
- Высота:
- Максимальная взлётная масса: 90 000 кг
- Силовая установка: 4 × ТРД РД-36-41
- Тяга: 4 × 16 150 кгс

Лётные характеристики
- Крейсерская скорость: 3000—3200 км/ч
- Практическая дальность: 7 200 км

Вооружение
- Точки подвески: 2
- Управляемые ракеты: Х-45